# Росич, Никола
Никола Росич (серб. Никола Росић) — сербский волейболист, выступающий за румынский клуб «Констанца» и сборную Сербии на позиции либеро.

## Карьера

### Клубная
Клубную карьеру Росич начал в белградском «Партизане», где провёл 4 сезона. В 2004 году Никола перешёл в состав одной из сильнейших команд Черногории в «Будваньску Ривьеру». Летом 2006 года Росич отправился в Германию, где сначала три сезона отыграла за середняка чемпионата клуб «Мерсер», а затем перешёл в состав «Фридрисхафена». В период с 2009 по 2013 год Росич дважды стал чемпионом Германии и два раза серебряным призёром. В 2013 году сербский волейболист перебрался в Швейцарию, где в первый же сезон стал чемпионом страны в составе «Лугано». Плохое финансовое положение швейцарского клуба вынудило Росича в 2014 году отправиться в Румынию в состав действующего чемпиона страны «Томис» из города Констанца. Отыграв там один сезон, и став чемпионом страны, Росич вернулся в состав «Лугано»

### Сборная
В 2005 году Росич завоевал свою первую награду, став бронзовым призёром Средиземноморских игр. Долгое время Никола являлся дублёром Марко Самарджича. На первый план Росич вышел в 2010 году, когда в роли основного либеро стал бронзовым призёром чемпионата мира в Италии. В 2011 году сербский волейболист стал чемпионом Европы, в 2013 и 2017 стал обладателем бронзовых медалей.
В 2012 году Росич в составе сербской сборной дебютировал на летних Олимпийских играх в Лондоне. На олимпийском турнире Росич сыграл во всех пяти встречах группового этапа, в которых сборная Сербии смогла одержать лишь одну победу, что не позволило им продолжить борьбу на стадии плей-офф.
Росич становился победителем Мировой лиги в 2016 году, трижды серебряным призёром Мировой лиги (в 2008 участвовал только в интерконтинентальном раунде, 2009, 2015) и бронзовым призером (2010).

## Достижения
Командные
 «Фридрисхафен»
- Чемпион Германии (2): 2009/10, 2010/11
- Обладатель Кубка Германии (1): 2011/12
- Серебряный призёр чемпионата Германии (2): 2011/12, 2012/13

 «Лугано»
- Чемпион Швейцарии (1): 2013/14

 «Томис Констанца»
- Чемпион Румынии (1): 2014/15

Международные
 Сборная Сербии
- Бронзовый призёр чемпионата мира(1): 2010
- Чемпион Европы (1): 2011
- Бронзовый призёр чемпионата Европы (2): 2013, 2017
- Бронзовый призёр Средиземноморских игр (1): 2005
- Победитель Мировой лиги (1): 2016
- Серебряный призёр Мировой лиги (3): 2008, 2009, 2015
- Бронзовый призёр Мировой лиги (1): 2010